# Lucas Fernández
Lucas Fernández, omkring 1472, död omkring 1542, var en spansk dramatiker.
Mycket lite är känt om Fernández levnadsförhållanden, annat än att han var född i Salamanca. Av Fernández verk finns 6 dramatiska pjäser bevarade, samlade i Farsas y églogas (1514, ny upplaga 1867). De är enkla och naturliga i uppläggningen, träffande i karakteristiken och intressanta genom de dialekter, som används i dem.